# Viktor Carlund
Karl Viktor Carlund, född 15 februari 1906 i Göteborg i Sverige, död 22 februari 1985 i Göteborg, var en svensk fotbollsspelare som gjorde 12 landskamper och var uttagen i de svenska trupperna till VM 1934 och OS 1936. Till VM fick han dock lämna återbud på grund av arbete.
Två senare, i OS i Berlin, var Carlund åter uttagen och spelade i den för Sverige så nesliga matchen mot Japan, där man led ett av svensk fotbolls största bakslag i och med den oväntade 3–2-förlusten. Resultatet innebar att OS var över för Sveriges del efter endast en spelad match.
Carlund, som under sin klubbkarriär tillhörde Örgryte IS, spelade under åren 1932–1936 sammanlagt 12 landskamper (0 mål).
Under 1937 var Carlund under en kort tid tränare för sitt ÖIS.

## Meriter

### I landslag
Sverige
- Uttagen till VM (1): 1934 (lämnade återbud)
- Uttagen till OS (1): 1936 (spel i den enda matchen, mot Japan)
- 12 landskamper, 0 mål

### I klubblag
Örgryte IS

### Individuellt
- Mottagare av Stora grabbars märke, 1936